# Famille Flanneau
Cette page explique l’histoire ou répertorie les différents membres de la famille Flanneau.
La famille Flanneau est originaire de Cambrai et s'est établie à Bruxelles en la personne de Pierre Joseph Flanneau, cartier (fabricant de cartes à jouer), qui y épousa en 1762 Anne Joseph Lepez. Parmi leurs descendants figurent plusieurs architectes bruxellois :
- Eugène Flanneau ;
- Octave Flanneau.